# Офицерский знак «Парасоль»
Офицерский знак «Парасоль» (пол. Znak oficerski tzw. Parasol) — польский памятный нагрудный знак слушателей существовавших перед Первой мировой войной тайных офицерских курсов Стрелецкого союза.
Из 73 награждённых двое впоследствии дослужились до чина маршала Польши, также среди них были: 2 генерала, 12 дивизионных и 14 бригадных генералов, 6 полковников, 1 подполковник, 3 майора и 1 капитан: 2.
Кроме того, один из слушателей курсов исполнял функции премьера, трое получили портфели министров, а ещё трое были воеводами.

## Описание
Знак круглый, ажурный, диаметром 28 мм, из оксидированного серебра, с геометрическим орнаментом по окружности. Внутри — восьмиконечная звезда с наложенными на неё двумя перерещенными саблями. Выпускался компанией В. Мициньского по эскизу Влодзимежа Тетмайера.

## Награждённые знаком
(Литерами ZS отмечены члены Стрелецкого Союза, PDS — польских стрелецких дружин)
1. Юзеф Пилсудский
2. Збигнев Баржиковский

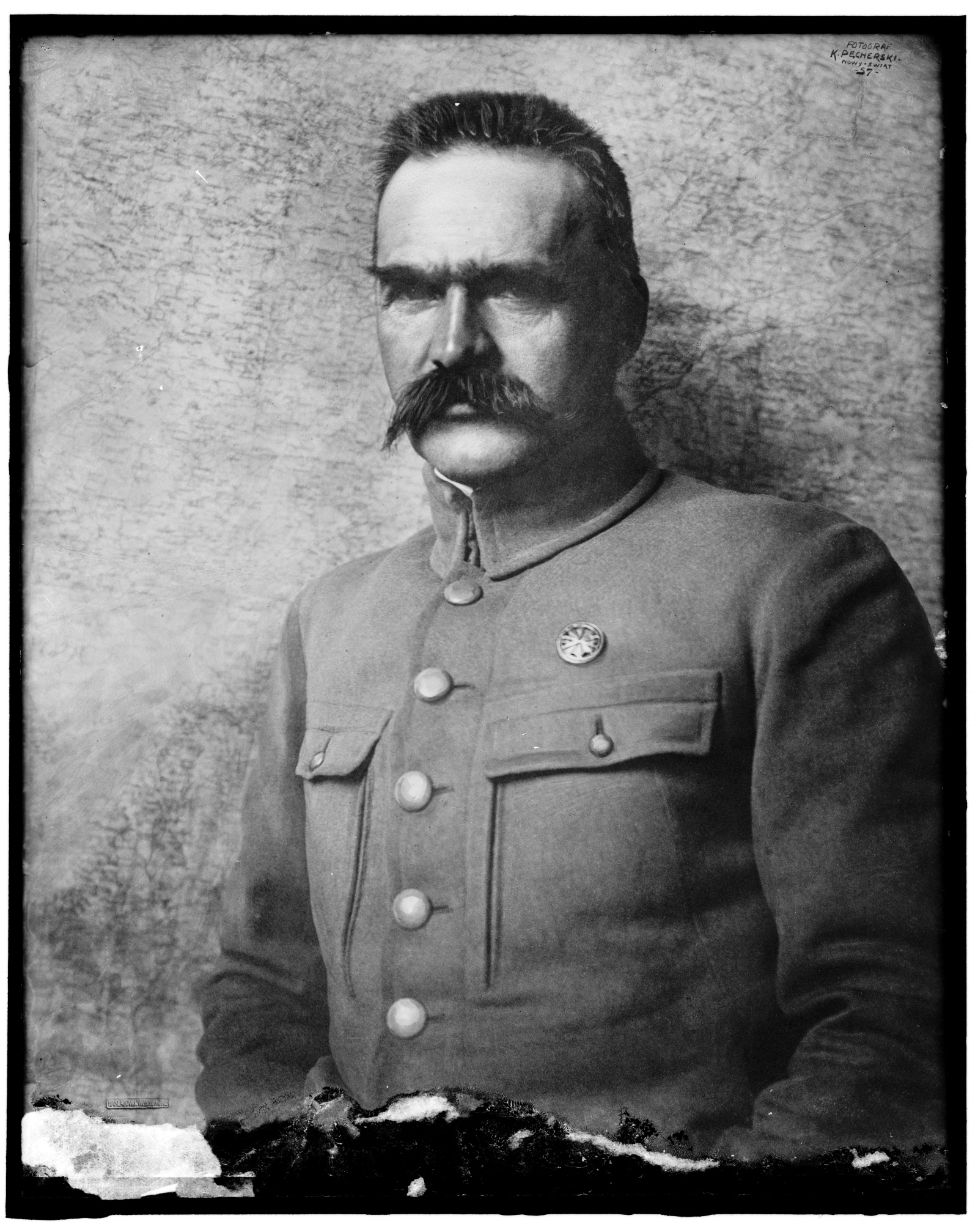
Юзеф Пилсудский со знаком «Парасоль»

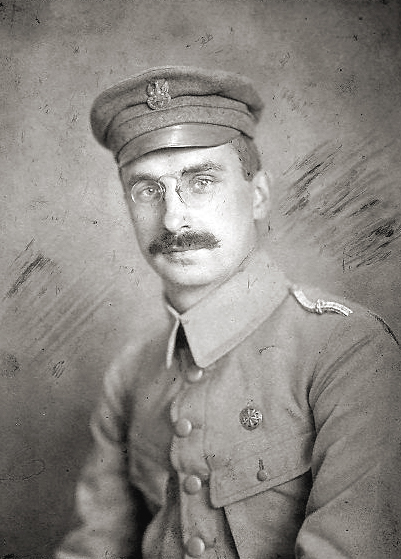
Казимеж Соснковский

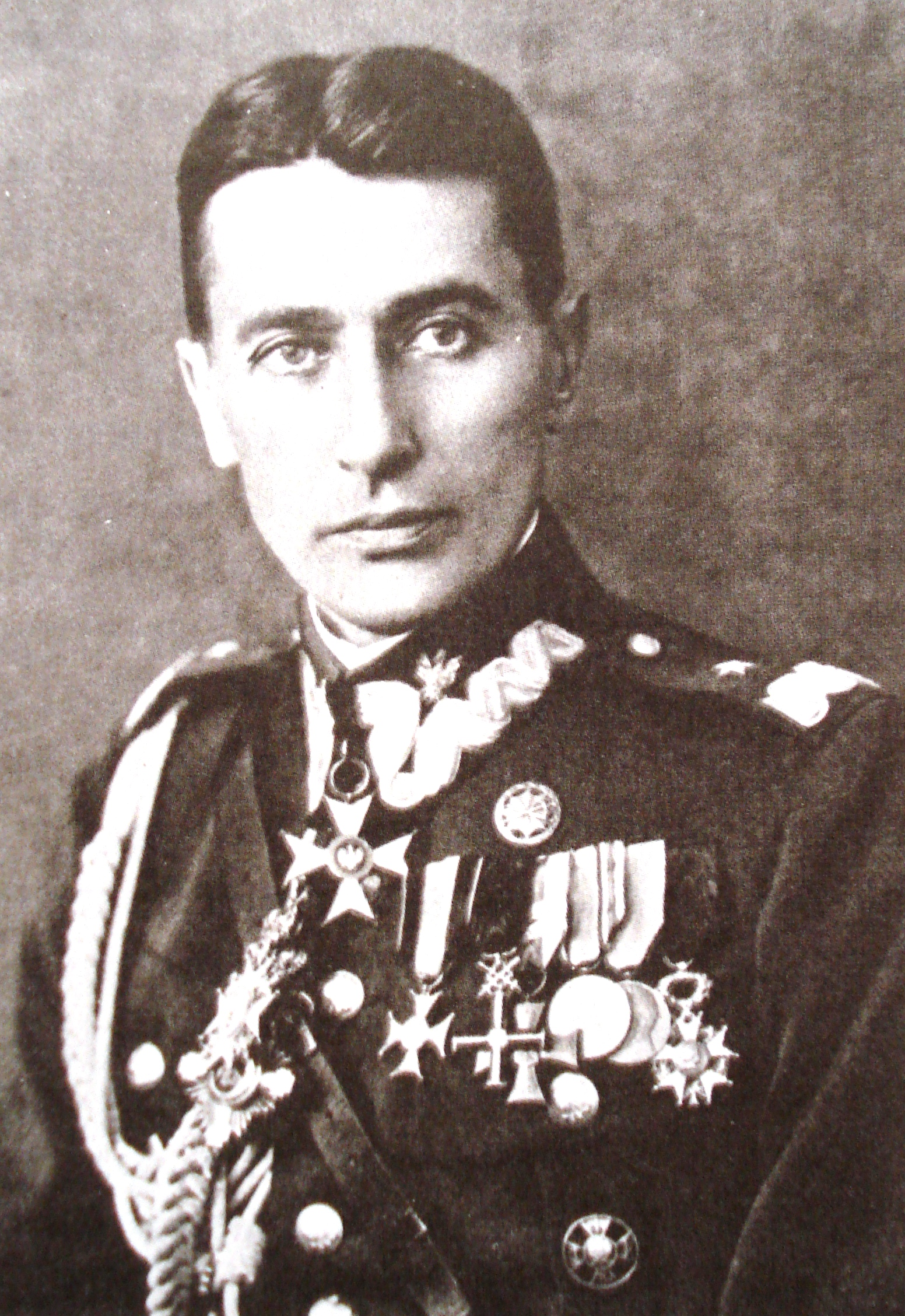
Юлиан Стахевич

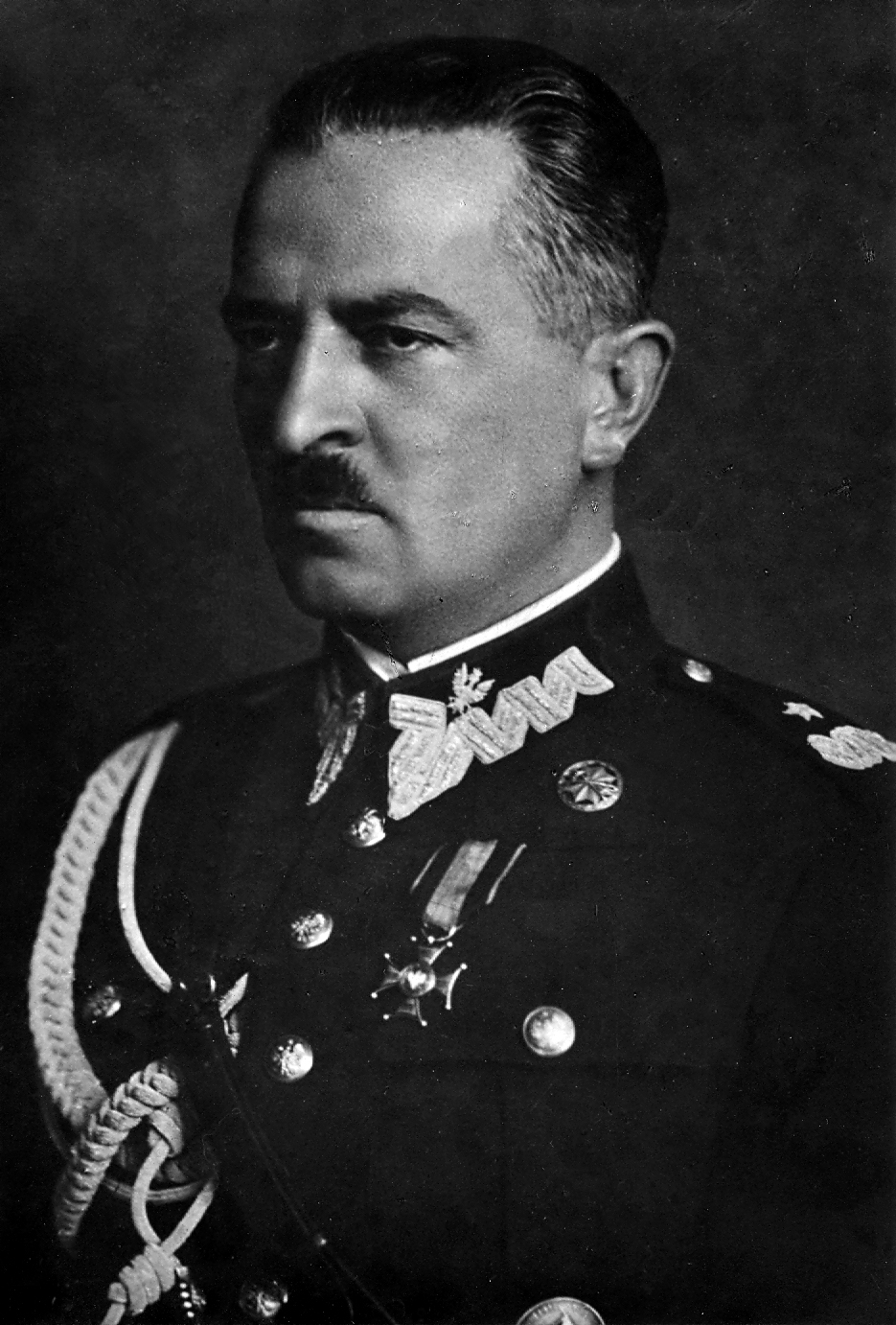
Януш Глуховский

3. Стефан Домб-Бернацкий (PDS, 25 VII 1916)
4. Вацлав Костек-Бернацкий
5. Владислав Белина-Пражмовский
6. Альфред Билык
7. Оттокар Бжоза-Бжезина
8. Станислав Бурхардт-Букацкий (PDS, 25 VII 1916)
9. Роман Дунин — поручик, 1-й полк пехоты Легионов
10. Леопольд Эндель-Рагис (PDS, 25 VII 1916)
11. Казимеж Фабрици
12. Альбин Флешар (псевдоним «Сатир») командир 7-го полка пехоты Легионов
13. Тадеуш Вырва-Фургальский (псевдоним «Вырва»)
14. Януш Гонсиоровский
15. Януш Глуховский (псевдоним «Януш»)
16. Ян Горский (PDS, 25 VII 1916)
17. Франтишек Грудзинский (PDS, 25 VII 1916)
18. Ян Иваницкий (PDS, 25 VII 1916)
19. Мариан Янушайтис-Зегота
20. Чеслав Янушкевич
21. Раймунд Яворовский
22. Зигмунд Кароль Карвацкий (псевдоним «Станислав Бонча», PDS, 25 VII 1916)
23. Тадеуш Каспшицкий
24. Юлиан Леопольд Келм-Коперчинский (псевдоним «Витольд Юрский», PDS, 25 VII 1916)
25. Владислав Кендзерский (PDS, 25 VII 1916)
26. Адам Коц
27. Тадеуш Коссаковский
28. Станислав Крыницкий
29. Зигмунт Кучинский
30. Мариан Кукель
31. Богуслав Кунц
32. Александр Нарбут-Лучинский (PDS, 25 VII 1916)
33. Казимир Орлик-Луковский (PDS, 25 VII 1916)
34. Станислав Махович
35. Тадеуш Монастерский
36. Мечислав Нахайский
37. Алекси Неринг
38. Мечислав Норвид-Нойгебауэр (PDS, 25 VII 1916)
39. Ежи Олдаковский
40. Антоний Островский (PDS, 25 VII 1916)
41. Казимеж Ян Пятек (псевдоним «Хервин»)
42. Тадеуш Пискор
43. Ян Берлинерблау (псевдоним «Прот»)
44. Леон Протасевич
45. Александр Пристор
46. Здзислав Винценты Пшиялковский (PDS, 25 VII 1916)
47. Влодзимеж Максимович-Рачинский (PDS, 25 VII 1916)
48. Юзеф Рыбка (PDS, 25 VII 1916)
49. Эдвард Рыдз-Смиглы
50. Станислав Скварчинский
51. Ежи Сладкий
52. Модест Слоньовский (PDS, 25 VII 1916)
53. Станислав Сосабовский
54. Казимир Соснковский
55. Юлиан Стахевич
56. Стефан Стоковский
57. Станислав Стшелецкий
58. Тадеуш Альф-Тарчинский (PDS, 25 VII 1916)
59. Станислав Тессаро
60. Михал Токажевский-Карашевич
61. Александр Томашевский (PDS, 25 VII 1916)
62. Мечислав Рысь-Трояновский (псевдоним «Рышард»)
63. Рышард Варский (PDS, 25 VII 1916)
64. Вацлав Сцевола-Вечоркевич (PDS, 25 VII 1916)
65. Юзеф Ольшина-Вильчинский (PDS, 25 VII 1916)
66. Владислав Вилк
67. Кордиан Юзеф Заморский
68. Станислав Звежинский (псевдоним «Слав»
69. Тадеуш Жулиньский
70. Мариан Домбровский
71. Михал Роля-Жимерский (PDS, 25 VII 1916)[1]